# Pacte avec le diable (roman)
Pacte avec le diable est le 152e roman de la série SAS, écrit par Gérard de Villiers et publié aux éditions Gérard de Villiers en octobre 2003.
Comme tous les SAS parus au cours des années 2000, le roman a été édité lors de sa publication en France à 500 000 exemplaires. Le roman a fait l'objet d'une nouvelle publication en 2015 avec une page de couverture différente.
L'action se déroule courant juin 2003 en Serbie. Malko est envoyé en Serbie par la CIA pour capturer Milorad Lukovic, criminel de guerre impliqué dans l'assassinat quelques mois auparavant du premier ministre Zoran Djinjic dans l'optique de le faire comparaître devant le Tribunal pénal international pour l'ex-Yougoslavie.
C'est l'un des rares romans de Gérard de Villiers à avoir été adapté en bande dessinée (2006).

## Publications et notoriété du roman
Dans le numéro de juillet-août 2014 de la Revue des Deux Mondes dont le titre est « G. de Villiers : enquête sur un phénomène français », il est précisé sous la plume de Serge Brussolo, en page 79 de la revue, que « (…) à la fin des années 1960, la vente moyenne d'un SAS tournait autour des 250 000 exemplaires. Gérard de Villiers en écrivait quatre par an. Ce à quoi s'ajoutaient les rééditions continuelles des anciens titres. Au bas mot, plus d'un million de volumes vendus chaque année à un public englobant des couches socioprofessionnelles allant de l'ouvrier métallurgiste au cadre supérieur. Aujourd'hui, en ces temps de grande misère éditoriale, de tels chiffres font rêver. »
Dans son essai consacré à la biographie de Gérard de Villiers et aux romans de la série SAS, Benoît Franquebalme indique le succès grandissant des romans dans le public.
Ainsi dès 1967, les ventes sont de 100 000 exemplaires par tome (soit 400 000 exemplaires par an).
À partir de 1976 et dans les années qui suivent, les romans sont tirés à 550 000 exemplaires le premier jour de la parution.

## Titre du roman
Le roman fait référence à deux « pactes avec le Diable » :
- celui proposé en 2001 par Zoran Djinjic avec des extrémistes serbes[4],
- celui proposé par Malko à Milorad Lukovic.

Dans les deux cas, on propose l'impunité à des génocidaires de second ordre en échange de renseignements concernant Slobodan Milošević et Ratko Mladić.

## Personnages principaux

### Américains et alliés
- Malko Linge : héros du roman, Autrichien, agent contractuel de la CIA.
- Mark Simpson : chef de poste de la CIA à Belgrade.
- Richard Stanton : diplomate américain.
- Tatiana Jokic : contractuelle ponctuelle de la CIA, interprète en langue serbe.

### Serbes
- Milorad Lukovic, dit « Legija » (« le Légionnaire ») : criminel de guerre serbe.
- Tanja (Tania) Petrovic : sa compagne.
- Vladimir Budala (dit « Le Fou ») : homme de main de Milorad Lukovic ; officiellement chef d'une agence de voyages.
- Luka Simic, dit L'Albanais : chef du gang Zemun employé par Budala.
- Jovan Peraj, dit Le Rat : membre du gang Zemun.
- Bozidar Danilovic, dit L'Idiot : membre du gang Zemun.
- Uros Buma, dit L'Arnaqueur : membre du gang Zemun.
- Zatko Tarzic : complice de Lukovic.

### Autres personnages
- Jadranka Rackov : meilleure amie de Tanja (Tania) Petrovic
- Momcilo Pantelic : homme de main de Milorad Lukovic.
- Natalia Dagrosavac : sa compagne.
- Goran Bacovic : contact de Momcilo Pantelic au sein des services secrets serbes.

## Résumé

### Début du roman
Le roman débute par les agissements de Momcilo Pantelic, qui a négocié avec les services secrets serbes son exfiltration de la Serbie et une somme d'argent moyennant la communication de renseignements sur la localisation du criminel de guerre Milorad Lukovic, dit « Legija » (« le Légionnaire »). Toutefois il a été trahi : lorsqu'il arrive au rendez-vous, des hommes de main de Lukovic l'attendent. Ils l'immobilisent en lui tirant dans la jambe, et placent sous son corps une « mine bondissante » qui est indéminable. Malgré l'arrivée de Goran Bacovic, son contact au sein des services secrets serbes, rien ne peut être fait pour lui. Il est condamné à se suicider par balle pour ne pas être pulvérisé.
Quatre ans après sa précédente mission en Serbie, Malko est envoyé en Serbie par la CIA pour capturer Milorad Lukovic, criminel de guerre impliqué dans l'assassinat quelques mois auparavant du premier ministre Zoran Djinjic, et le faire comparaître devant le Tribunal pénal international pour l'ex-Yougoslavie. Le chef de poste de la CIA lui présente Tatiana Jokic, contractuelle ponctuelle de la CIA, interprète en langue serbe, qui va lui servir de guide.
Pour l'instant, on n'a qu'une seule piste : Tanja (Tania) Petrovic, la maîtresse de Milorad Lukovic, qui va sortir le lendemain de prison. Hélas, quand Tatania et Malko se présentent à la sortie de la prison lors de la levée d'écrou, Tania est embarquée par Zatko Tarzic, un complice de Lukovic.

### Aventures
Lukovic est caché dans une maison ; la seule personne qui sait où il est caché est son homme de main, le mafieux Vladimir Budala. Tania Petrovic s'enfuit du domicile de Tarzic où elle était retenue prisonnière.
Le gang de Luka Simic capture Natalia Dagrosavac, l'ex-compagne de Momcilo Pantelic, et la remet à Vladimir Budala (dit « Le Fou ») . Elle meurt des suites d'une séance de torture.
Au fil de l'enquête de Malko, Vladimir Budala exécute froidement tous ceux qui pourraient renseigner l'agent secret. C'est le cas notamment de Jadranka Rackov, la meilleure amie de Tanja (Tania) Petrovic
Malko a des relations sexuelles avec son interprète Tatiana.
Vladimir Budala prépare aussi deux tentatives d'attentat contre Malko :
- l'une dans une rue passante,
- l'autre près d'un monastère en Serbie.

Malko s'en tire toujours de justesse.
Pendant tout ce temps, Malko se méfie des autorités politiques serbes et des services secrets serbes, soupçonnés de ne pas vouloir aider les États-Unis dans leurs recherches contre les criminels de guerre serbes, encore considérés par de nombreux Serbes comme des héros.

### Dénouement et fin du roman
Malko retrouve la trace de Lukovic à la suite d'un incroyable coup de chance.
Lukovic, cerné par la police, se suicide ; Tanja fait de même quelques secondes après.
La police serbe tue Vladimir Budala lors de son arrestation.

## Adaptation en bande dessinée
Le roman a été adapté en 2006 en bande dessinée par Umberto Ciance et Andrea Mutt,.

## Autour du roman
Malko était déjà venu en Yougoslavie :
- en 1986 : Danse macabre à Belgrade - SAS no 82,
- en 1996 : Tu tueras ton prochain - SAS no 124,
- en 1993 : Mission Sarajevo - SAS no 109,
- en 1996 : Tu tueras ton prochain - SAS n°124,
- en 1999 : Bombes sur Belgrade - SAS no 136.